# 明浄学院高等学校
明浄学院高等学校（めいじょうがくいんこうとうがっこう）は、大阪市阿倍野区にある私立の高等学校。

## 概要
大阪観光大学の設置者でもある学校法人明浄学院が運営していた。2022年4月より学校法人藍野大学が運営している。部活動では、吹奏楽部が、全日本吹奏楽コンクールに多数回出場していることで知られる。
創設以来、前身の女学校の建学の精神に基づいて女子教育をおこなうことを目標とした女子校であったが、藍野高等学校と統合した2024年4月に共学となった。

## 沿革

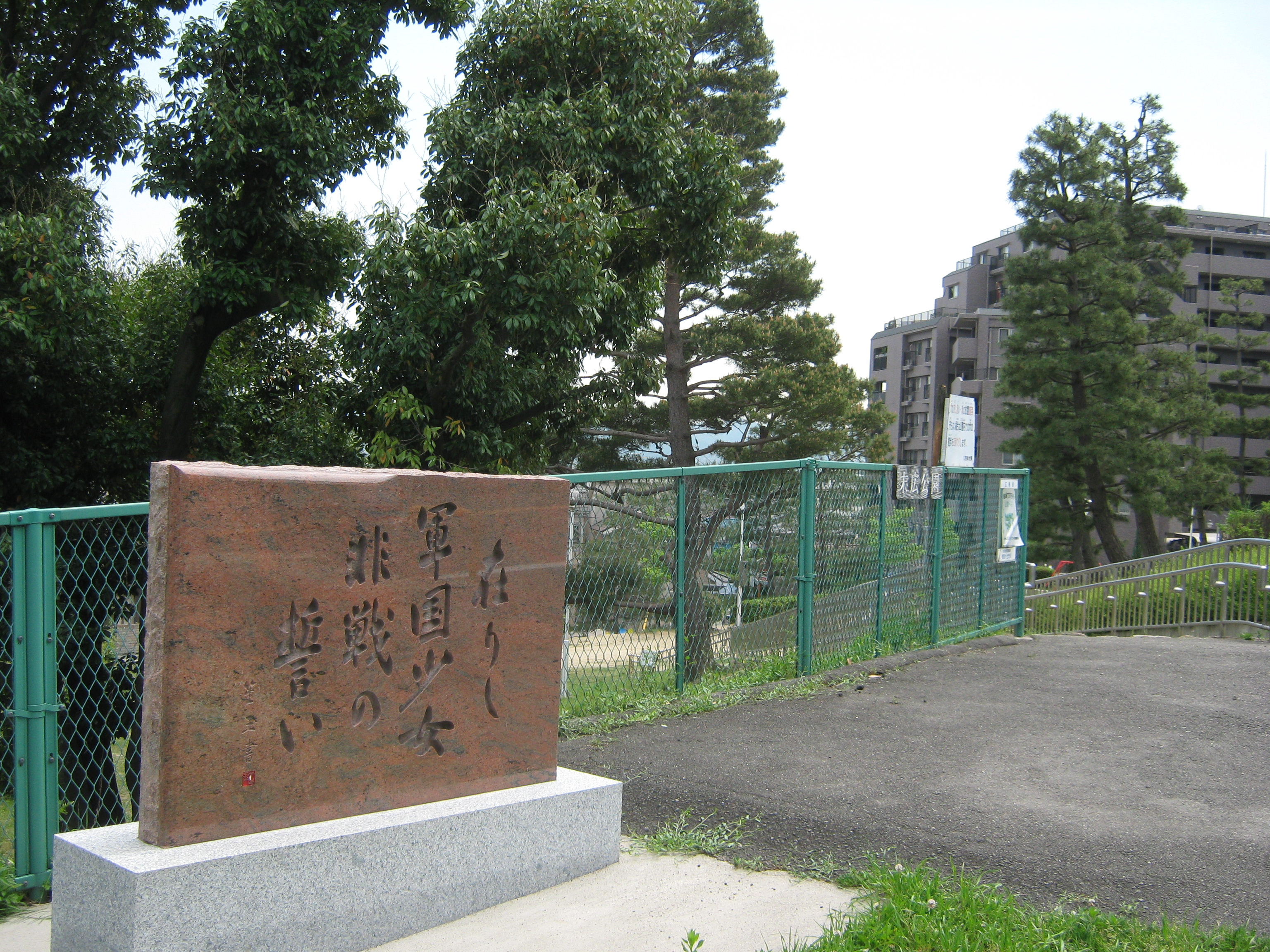
陸軍造兵廠香里製造所跡にある非戦の誓いの碑・大阪府枚方市

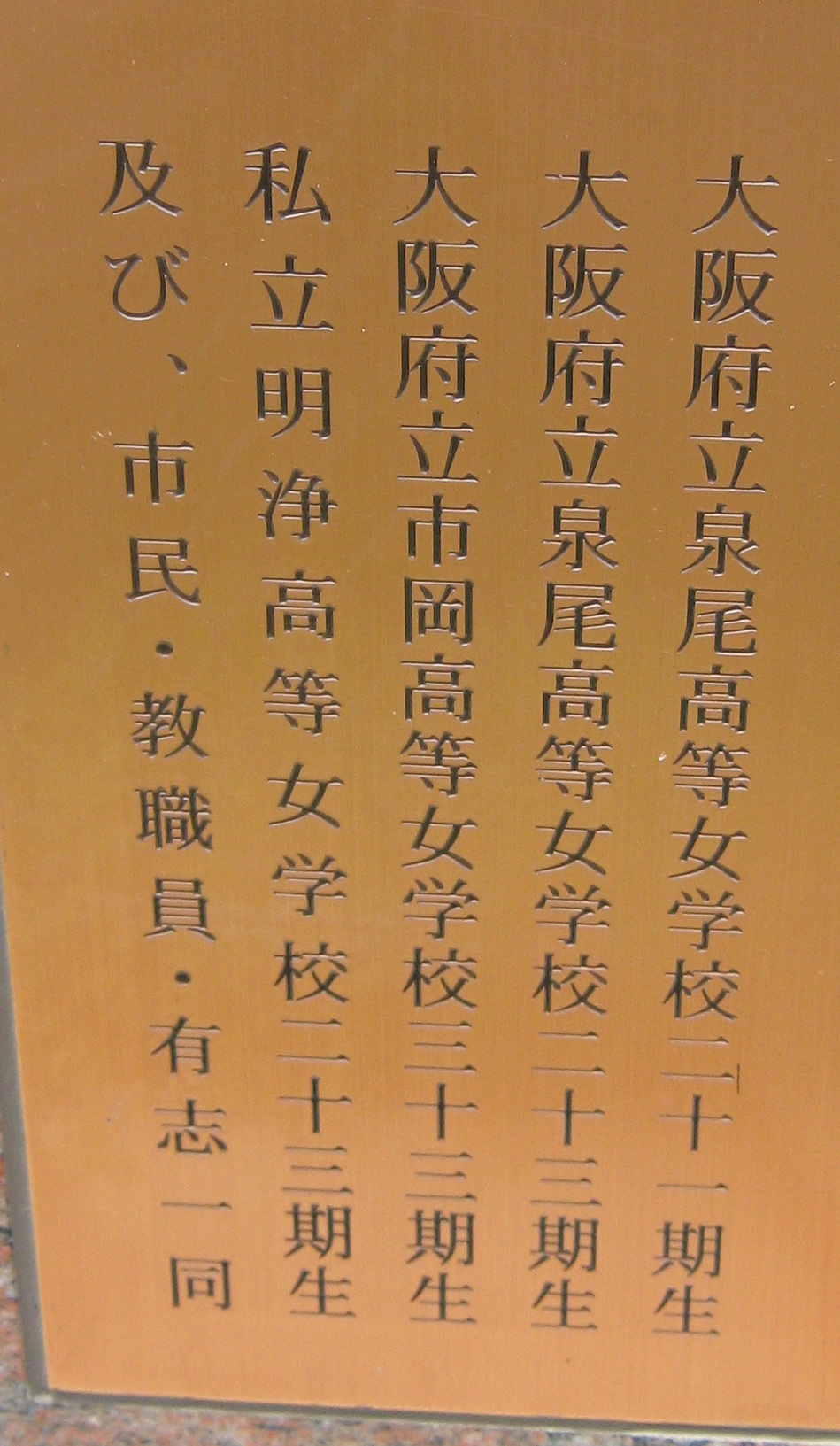
陸軍造兵廠香里製造所跡にある非戦の誓いの碑・大阪府枚方市

1921年2月に日蓮降誕700周年事業として、大阪市内の日蓮宗寺院団によって5年制高等女学校の設置が計画された。準備を経て、1921年4月に明浄高等女学校として設置された。
1945年3月から終戦まで、大阪府立泉尾高等女学校・大阪府立市岡高等女学校・私立明浄高等女学校の大半の生徒は、国家の命により大阪府枚方市にあった東京第二陸軍造兵廠香里製造所において、昼夜二交代で火薬の粉塵が舞う劣悪な環境の中、爆弾・砲弾の製造作業に従事。この体験を無にしないため、同地には非戦の誓いの碑が建てられている。
学制改革に伴い、1947年に新制明浄学院中学校、1948年に明浄学院高等学校に改編されている。中学校は1968年に募集停止となり、書類上はしばらく休校状態が続いていたが2004年に正式に廃止されている。
2016年から、いわゆる明浄学院事件により学校運営が揺れ、創立100周年の2022年4月1日をもって学校法人明浄学院（同日改称し学校法人大阪観光大学）から分離され、学校法人藍野大学が運営を継承した。
2024年4月1日に姉妹校の藍野高等学校と統合し、同時に共学となった。また、新校舎が竣工した。

## 設置課程・学科・コース等
2024年度から
- 全日制の課程・普通科
  - 総合キャリアコース
    - 総合進学専攻
    - 幼児教育専攻
    - クッキング専攻
    - ファッション・メイクアップ専攻
    - ITビジネス専攻

  - 看護メディカルコース
- 全日制の課程・衛生看護科[1]

2022年度から
- 全日制の課程・普通科
  - 進学アドバンスコース
    - 国英専攻
    - 理数専攻

  - 看護メディカルコース
  - 総合キャリアコース
    - 総合進学専攻
    - 幼児教育専攻
    - ファッション・メイクアップ専攻
    - クッキング専攻
    - ITビジネス専攻

上記以前
- 全日制の課程・普通科
  - 特進コース（SUPER特進・特進)　
  - 総合コース

『特進コース』は国公立大学や難関私大を目指す「SUPER特進」、難関看護大学進学を目標とする「特進」と3つの類型が用意される。
『総合コース』においては2年生からの選択科目として「医療・看護科目」を履修することができ、従来の看護進学コースで実践されてきた「赤十字講習」や「小論文指導」は継承される。

## 報道・メディア出演

### 報道
2019年には、明浄学院高等学校の土地売却の手付金21億円などが行方不明となっている件が報じられた。12月には、業務上横領の容疑で学校法人明浄学院元理事長らが逮捕されている。

### メディア出演
吹奏楽やバスケットボールが強豪であることが知られており、メディアへも多数出演している。
- TBSテレビ系列「V6の愛なんだ2017」2018年8月30日放送
- フジテレビ系列「さまぁ〜ずの神ギ問」2018年10月放送
- aimer（ソニーミュージック）『ONE』ミュージックビデオ　撮影全面協力
- MBSテレビ系列　ちちんぷいぷい「たむらけんじの学校に行こっ！」2018年3月放送
- TBSテレビ系列　「さんま・玉緒のお年玉　あんたの夢を叶をえたろか』2019年1月放送

## 交通
- 地下鉄谷町線 文の里駅 東へ約150m（徒歩約3分）
- 地下鉄御堂筋線 昭和町駅 北東へ約300m（徒歩約3分）
- 西日本旅客鉄道(JR西日本)阪和線 美章園駅 南西へ約400m（徒歩約7分）
- 近鉄南大阪線 北田辺駅 北西へ約500m（徒歩約8分）

## 学校関係者と組織

### 著名な出身者
- 石井トミコ - 俳優
- 綾戸智絵 - ジャズシンガー
- 前田典子 - モデル
- 木田美千代 - タレント
- CHAKA - ジャズシンガー
- 馬場園梓 - タレント
- 叶美香・叶姉妹 - タレント
- 森口朱音 - バスケットボール選手